# Ébly
Pour les articles homonymes, voir Ebly (homonymie).
Ébly (en wallon Éblî) est une section de la commune belge de Léglise située en Région wallonne dans la province de Luxembourg.
C'était une commune à part entière avant la fusion des communes de 1977.

## Démographie
- Source: INS recensements population

## Histoire
Ébly fusionna avec Chêne, Maisoncelle, et Vaux-lez-Chêne sous le régime français. Elle fit partie de la commune de Juseret de 1823 au 1er juillet 1893.

## Patrimoine et culture

### Patrimoine architectural
- L'église Saint-Martin date de 1260 dans la dépendance de l'abbaye Notre-Dame d'Orval. La construction actuelle date du XVIIIe siècle, seuls les fonts baptismaux sont même plus vieux que l'ancienne église qui a disparu.

## Économie

### Activités
La brasserie d'Ébly commercialise les bières Corne du Bois des Pendus qui sont servies dans des cornes en verre. Ces bières sont toutefois brassées par la brasserie des Légendes en attendant la construction d'une brasserie de production dans le village.